# Torneo de Montpellier 2021
El Open Sud de France 2021 fue un evento de tenis profesional de la categoría ATP 250 que se jugó en pistas duras. Se trató de la 34.a edición del torneo que formó parte del ATP Tour 2021. Se disputó en Montpellier, Francia del 22 al 28 de febrero de 2021 en el Sud de France Arena.

## Distribución de puntos
| Modalidad            | Campeón | Finalista | Semifinales | Cuartos de final | 2ª ronda | 1ª ronda | Clasificados | 2ª ronda de clasificación | 1ª ronda de clasificación |
| Individual masculino | 250     | 165       | 100         | 50               | 25       | 0        | 13           | 7                         | 0                         |
| Dobles masculino     | 250     | 150       | 90          | 45               | 20       | 0        | -            | -                         | -                         |

## Cabezas de serie

### Individuales masculino
| Tenista            | Ranking | Preclasificado |
| Roberto Bautista   | 13      | 1              |
| David Goffin       | 15      | 2              |
| Dušan Lajović      | 27      | 3              |
| Hubert Hurkacz     | 30      | 4              |
| Jannik Sinner      | 32      | 5              |
| Ugo Humbert        | 34      | 6              |
| Lorenzo Sonego     | 35      | 7              |
| Jan-Lennard Struff | 37      | 8              |

- Ranking del 15 de febrero de 2021.[2]

### Dobles masculino
| Tenistas                              | Ranking | Preclasificado |
| Henri Kontinen Édouard Roger-Vasselin | 46      | 1              |
| Marcelo Arévalo Matwé Middelkoop      | 99      | 2              |
| Frederik Nielsen Tim Puetz            | 117     | 3              |
| Divij Sharan Igor Zelenay             | 138     | 4              |

- Ranking del 15 de febrero de 2021.

## Campeones

### Individual masculino
David Goffin venció a  Roberto Bautista por 5-7, 6-4, 6-2

### Dobles masculino
Henri Kontinen /  Édouard Roger-Vasselin vencieron a  Jonathan Erlich /  Andrei Vasilevski por 6-2, 7-5